# Premium Platform Electric

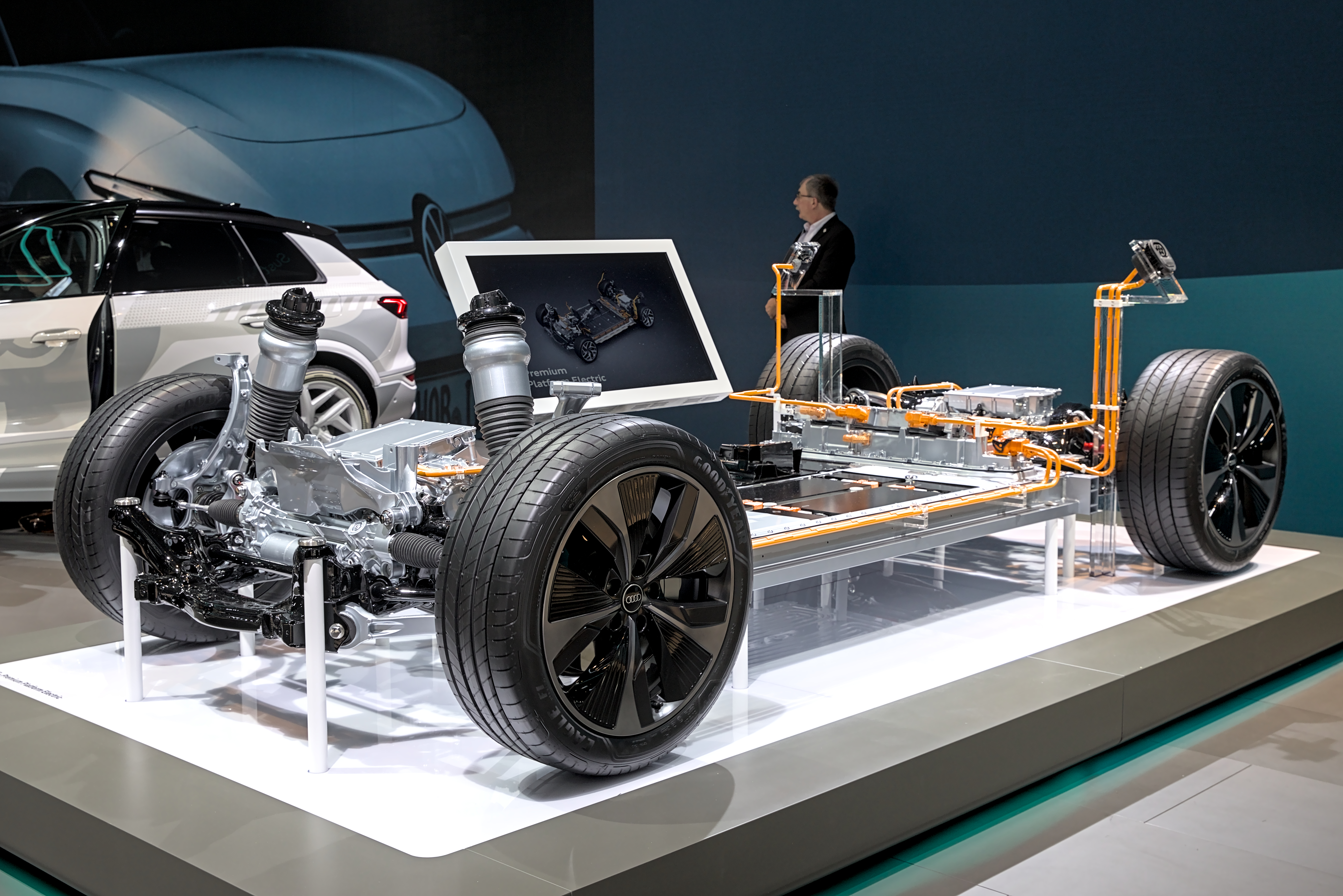
Premium Platform Electric auf der IAA 2023

Die Premium Platform Electric (PPE) ist das Plattform-Baukastensystem für das „Premium“-Segment von Elektroautos des VW-Konzerns. Dieses besteht dort neben der MEB-Plattform für Elektrofahrzeuge des Standardsegments. Die Entwicklungsverantwortung der PPE-Konzernplattform liegt bei den Marken Audi und Porsche.

## Modelle
Die ersten Modelle basierend auf der PPE sind der Audi Q6 e-tron und die zweite Generation des Porsche Macan, welche beide im Jahr 2024 auf den Markt kamen.
| Bauzeit   | Hersteller | Baureihe                   | Bild |
| --------- | ---------- | -------------------------- | ---- |
| seit 2024 | Audi       | A6 e-tron (inkl. Derivate) |      |
| seit 2024 | Audi       | Q6 e-tron (inkl. Derivate) |      |
| seit 2024 | Porsche    | Macan                      |      |

Etwa 2023 wurde in Zusammenarbeit von Porsche und der Frauscher Bootswerft die Antriebstechnik der Plattform als Z-Antrieb des Elektrobootes Frauscher x Porsche 850 Fantom Air angepasst.

## Zweck und Ausrichtung
Mit der Plattform sollen weitgehende elektroautomobilitätsspezifische Vereinheitlichungen über eine Vielzahl an Fahrzeugmodellen bewirkt werden, beispielsweise beim Batterie-Package, bei den Ladeeigenschaften passend zur Ionity-Ladetechnik oder den Fahrzeugproportionen. Besondere Merkmale der PPE- gegenüber der MEB-Plattform sind etwa höhere Höchstgeschwindigkeiten, Beschleunigungen, Reichweiten und Lade-Geschwindigkeiten.

## Technik
Grundsätzlich ist die PPE eine 800-V-„Architektur“ mit Ladeleistungen bis zu 270 kW.

## Weitere Baukästen und Plattformen des VW-Konzerns
- Modulare Querbaukasten (MQB) – Plattformkonzept mit quer eingebautem Antriebsstrang der Volkswagen AG.
- Modularer Längsbaukasten (MLB) – Plattformkonzept für längs eingebauten Antriebsstrang der Volkswagen AG.
- Modulare Standardantriebsbaukasten (MSB) – Plattformkonzept für Fahrzeuge mit Allrad- oder Hinterradantrieb.
- Modulare E-Antriebs-Baukasten (MEB) – Plattformkonzept für batterie-elektrische Autos der Volkswagen AG.
- Premium Platform Combustion (PPC) – Plattformkonzept für das „Premium“-Segment von Verbrennerfahrzeugen der Volkswagen AG.
- Scalable Systems Plattform (SSP) – soll als konzernweite Mechatronik-Plattform die Plattformen MQB, MLB, MSB sowie insbesondere MEB und PPE ablösen. Auf der SSP basierende reine Elektrofahrzeuge sollen ab 2026 produziert werden.[6][7]